# Palazzo Farnese (Piacenza)

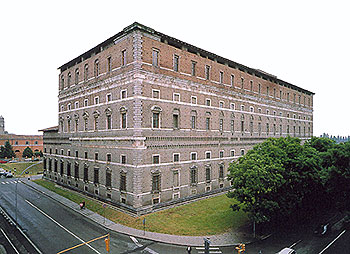
Ostfassade des Palazzo Farnese in Piacenza

Der Palazzo Farnese ist ein historischer Palast in der Stadt Piacenza in der italienischen Region Emilia-Romagna. Er liegt an der Piazza Cittadella 29 und beherbergt das Stadtmuseum und das Staatsarchiv von Piacenza.
Im Stadtmuseum im Palast gibt es verschiedene Sammlungen: Eine mittelalterliche Abteilung, die aus einer Reihe von Fresken aus verschiedenen Kirchen Piacenzas besteht, das archäologische Museum in der Zitadelle der Viscontis, in dem die Bronzeleber von Piacenza ausgestellt ist, eine Sammlung antiker Waffen, die in den ersten Jahren des 19. Jahrhunderts zusammengestellt wurde, eine Reihe von Kutschen, die Silvestro Brondelli di Brondello 1948 dem Museum schenkte, die Schätze der Farneses, eine Reihe von Werken, die geschaffen wurden, um die Familie Farnese zu feiern, und denen in Piacenza nur ein Teil des Zyklus verblieben ist, das Museum des Risorgimento, die Pinakothek, eine Reihe von Skulputen, und eine Sammlung von Gläsern und Keramiken.

## Geschichte

### Die Ursprünge
Auf dem Gelände in den nördlichen Außenbezirken der Stadt, auf dem später der Palast stand, nicht weit entfernt von der Stadtmauer und dem Lauf des Po, stand bereits 1373, in einer Zeit, als die Herrschaft der Viscontis über Piacenza von den mit Amadeus VI. von Savoyen vereinigten, päpstlichen Streitkräften bedroht war, die auch die Gunst eines großen Teils des Adels von Piacenza genossen, eine Festung namens „Cittadella Nuova“ oder „Cittadella di Fodesta“, die im Auftrag von Galeazzo II. Visconti, dem Herzog von Mailand und damals Herr von Piacenza, als Ersatz für ein vorhergehendes Gebäude namens „Cittadella Vegia“ errichtet worden war, die später vollständig verschwunden und nördlich der folgenden Festung, zwischen dem Po und dem Hafenkanal Fodesta verschoben wurde. Die Lage der Festung ermöglichte die Kontrolle über die Stadt, aber erlaubte auch, wenn nötig, einen leichten Zugang zum Po und von da aus nach Mailand, der Hauptstadt des Herzogtums der Viscontis. Ursprünglich war die Zitadelle der Viscontis eine Festung mit vier Türmen an den Ecken und geschützt durch einen Burggraben. An der Hauptfassade nach Süden lag der Bergfried, an dem die Zugbrücke angebracht war, wogegen es auf den anderen Seiten Vorbauten gab, die die Funktion untergeordneter Bergfriede hatten, ein jeder versehen mit einer Zugbrücke.
1404 wurde die Zitadelle von den Milizen Ottobuono de’ Terzis belagert, die sich, nachdem sie Piacenza für den Herzog von Mailand, Giovanni Maria Visconti, erobert hatten, geweigert hatten, die Stadt dem Herrscher zu übergeben, aber nach zwei Wochen Belagerung waren die Terzis gezwungen, sich zurückzuziehen. 1447 war die Zitadelle die letzte Festung, die sich dem neuen Herzog von Mailand, Francesco I. Sforza, nach einem Widerstand unter der Führung von Alberto Scotti aus Piacenza und der Condottieri Taddeo Terzi und Gherardo Dandolo aus Venedig ergab.

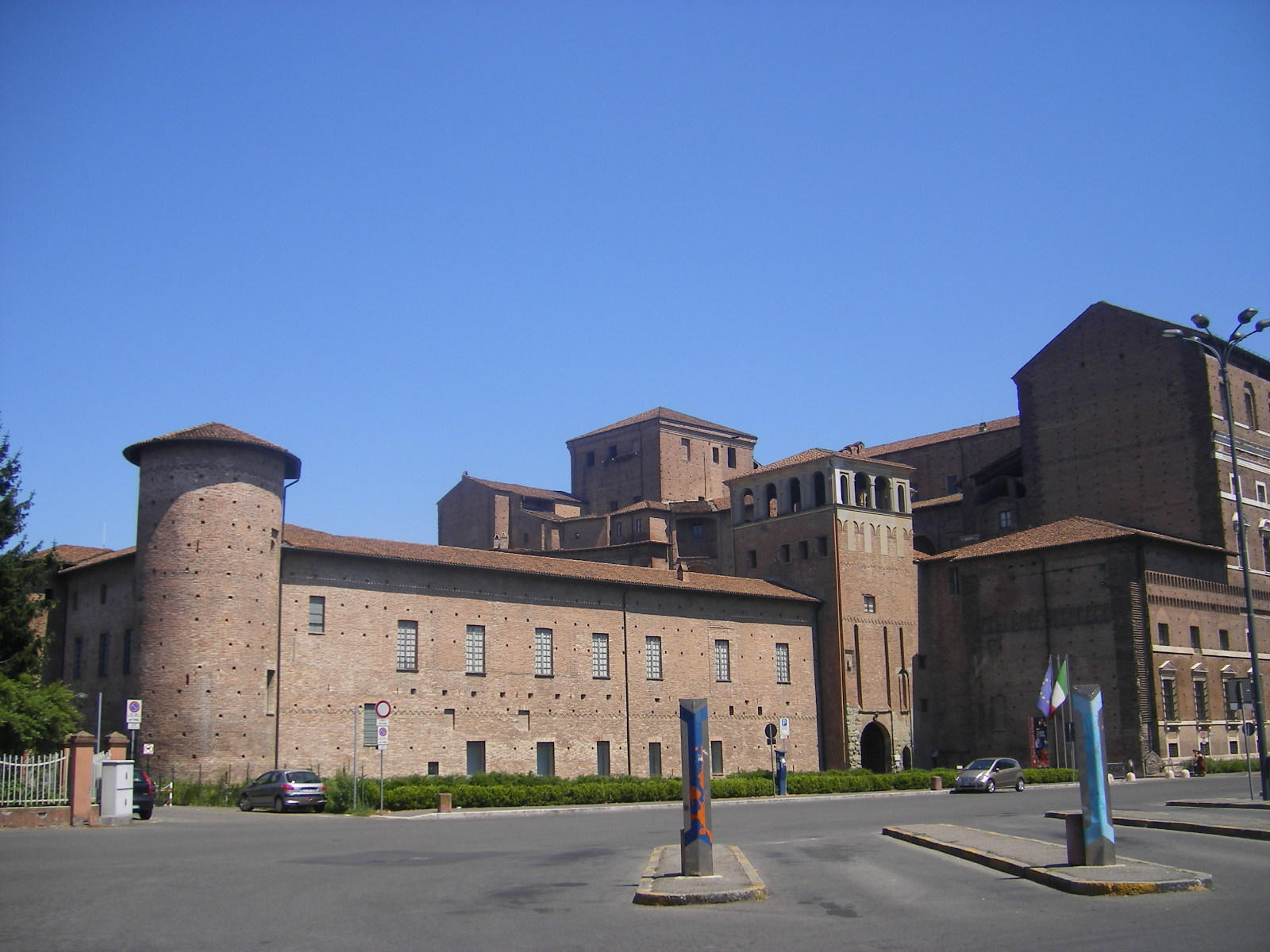
Der Teil der Zitadelle der Viscontis, der nach dem unvollständigen Bau des Palastes übriggeblieben war

Am Ende der Herrschaft Mailands wurde die Zitadelle, die nach der Erfindung der Artillerie jeden militärischen Nutzen verloren hatte, in den Sitz der Stadtverwaltung umgebaut. Von 1525 bis 1545 war sie Sitz der päpstlichen Verwaltung, bis Papst Paul III., ein Mitglied der Familie Farnese, die definitive Trennung der Städte Piacenza und Parma vom Herzogtum Mailand erwirkte und sie zu einem autonomen Herzogtum unter dem Kommando seines Sohnes, Pier Luigi II. Farnese, machte.
Der neue Herzog wählte Piacenza als Hauptstadt des Herzogtums, errichtete seine Residenz in der Zitadelle der Viscontis und ließ gleichzeitig mit dem Bau einer neuen, moderneren Burg im südwestlichen Teil der Stadt beginnen, an einer strategisch günstigen Stelle, die die Kontrolle möglicher Angriffe aus der Nähe von Stradella ermöglichte. Der Baubeginn des neuen Gebäudes war einer der Gründe, die zur Verschwörung unter der Führung des Grafen Giovanni Anguissola, unterstützt vom Gouverneur von Mailand, Ferrante I. Gonzaga, und mit dem Wohlwollen des Kaisers des Heiligen Römischen Reiches, Karl V., führten, da er und seine Kumpane es für leichter hielten, den Herzog im Inneren der alten Zitadelle zu schlagen, als in der neuen Burg, wenn deren Bau vollendet wäre. Am 10. September 1547 wurde Herzog Pier Luigi II. Farnese daher in der Zitadelle durch Dolchstiche verwundet und dann von Anguissola durch Durchschneiden der Kehle getötet. Nach dem Attentat wurde die Leiche Farneses vor den Palast geworfen. Das Fenster auf der Westseite des Gebäudes, aus dem die Leiche des Herzogs geworfen wurde, wurde später zugemauert.

### Planung und Entwicklung
Trotz des Ausgangs der Verschwörung gelang es dem Sohn von Pier Luigi II., Ottavio Farnese, den Herzogtitel zu behalten, und er ging mit dem Kaiser sogar eine enge Verbindung ein: Er ließ sich die Kontrolle über Piacenza zurückgeben und heiratete Margarethe von Parma, die uneheliche Tochter von Karl V. Während der Herzog Parma zur Hauptstadt des Herzogtums machte und sich dort niederließ, entschied sich die Herzogin Margarethe, ihren Wohnsitz nach Piacenza zu verlegen. Da die Notwendigkeit, ein Gebäude mit rein militärischen Funktionen zu errichten, nicht mehr bestand, wurde mit dem Bau eines neuen Palastes auf dem Gelände der Zitadelle begonnen, vor allem im Auftrag von Herzogin Margarethe, mit dem Ziel, dasjenige Gebäude auszulöschen, in dem Pier Luigi II. seinen Tod gefunden hatte, aber auch, um die Herrschaft der Familie Farnese über die Stadt zu bekräftigen, und, um ihre Macht zu zeigen.

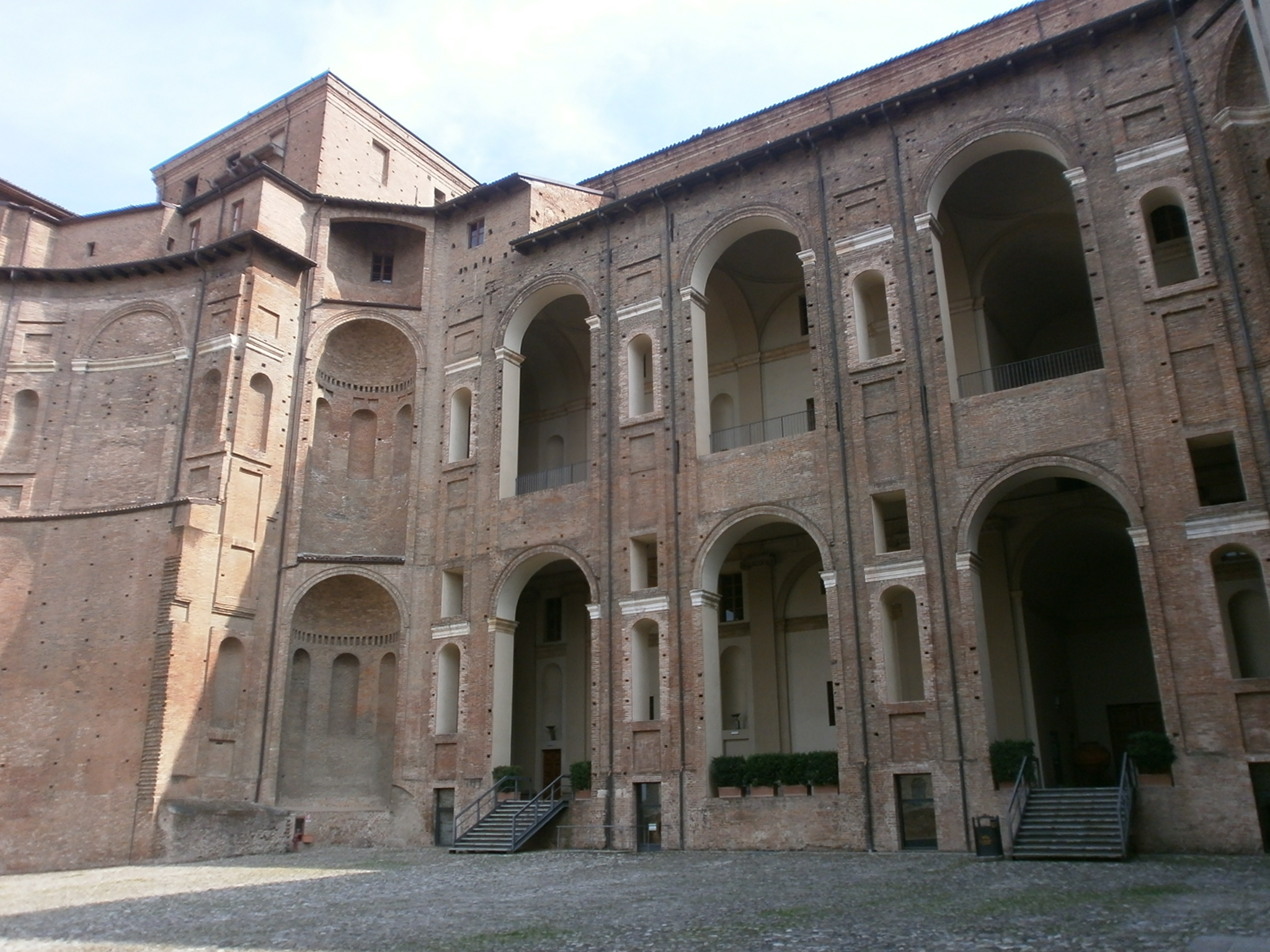
Fassade des Palazzo Farnese vom Innenhof aus

Mit der Projektierung des neuen Gebäudes wurde 1558 der Stadtarchitekt Francesco Paciotto beauftragt, nach dessen Zeugnis der Projektplan des Palastes direkt nach den Direktiven der Herzogin Margarethe erstellt wurde. Das von Paciotto ausgearbeitete Projekt sah die Wiederverwendung der Fundamente der Zitadelle der Viscontis vor. Es waren die Schwierigkeiten die originalen Fundamente zu erhalten, zusammen mit einer Zeit der Abwesenheit des Architekten, die die Familie Farnese davon überzeugten, einen anderen Architekten zu beauftragen: Giacomo Barozzi da Vignola, genannt „Il Vignola“, der schon beim Bau des Palazzo Farnese in Caprarola für die Familie gearbeitet hatte. Das Projekt wurde 1561 überarbeitet und sah, da man die Idee aufgegeben hatte, irgendwelche, bereits vorhandene Gebäudeteile wiederzuverwenden, einen weiten Innenhof in der Mitte, umgeben von vier Gebäudeflügeln ohne eigentliche Hauptfassade, vor. Die große Zahl von Fenstern auf allen vier Seiten war ein Signal für die Vielzahl und Großartigkeit der Innenräume. Schließlich wurde auf der Innenhoffassade gegenüber dem Eingang der Bau eines Theaters im Freien vorgesehen. Das Projekt des Palastes sah auch eine vollständige Umgestaltung der unmittelbaren Umgebung des neuen Gebäudes vor; verschiedene Gebäude sollten abgerissen werden, sodass der neue Palast von der zentralen Piazza Cavalli aus sichtbar sei.
Die herzogliche Kapelle, die im ersten Obergeschoss des Südflügels liegt und im ursprünglichen Projekt Il Vignolas gar nicht vorgesehen war, wurde in den letzten Jahren des 17. Jahrhunderts von Bauingenieur Lattanzio Papio eingebaut oder von Bernardino Panizzari, genannt „Caramosino“, auch wegen des Auftretens einiger Attribute, die auf den Stil von Il Vignola zurückzuführen sind.

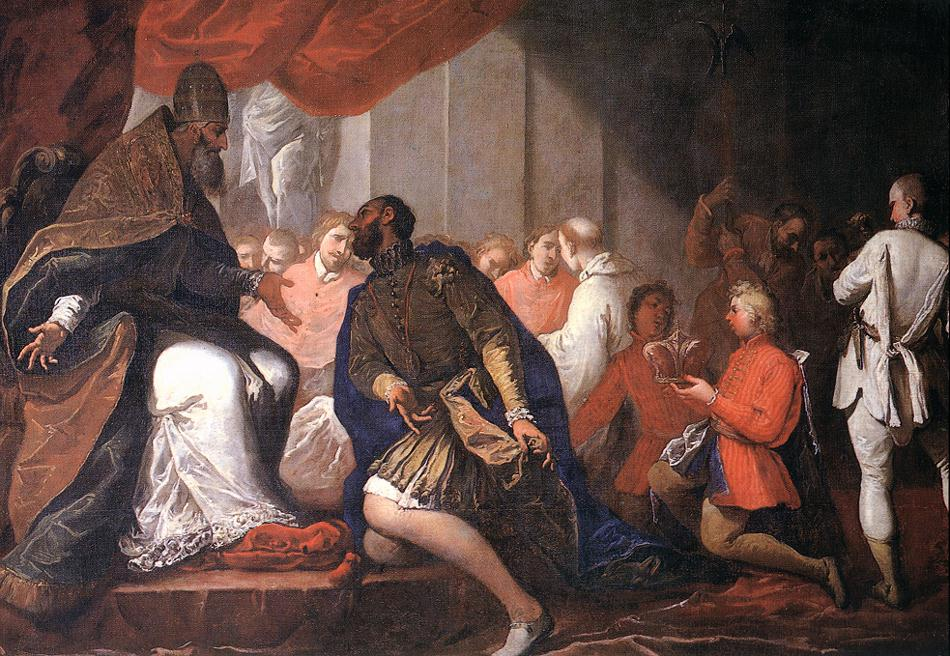
Eines der Gemälde aus dem Zyklus über Paul III. (von Sebastiano Ricci)

Die Bauarbeiten, die ein erstes Mal nach der Aufgabe der Stadt durch Herzogin Margarethe unterbrochen worden waren, wurden 1589 erneut aufgenommen und bis 1602 unter der Leitung des Sohnes von Il Vignola, Giacinto, fortgeführt, auch dank des Beitrags der Stadt Piacenza; dann wurden sie wegen des Fehlens verfügbarer Mittel unterbrochen. Bis zu diesem Zeitpunkt war etwa die Hälfte dessen realisiert, was im Projekt von Il Vignola vorgesehen war. Insbesondere viele der Dekorationen waren noch nicht angebracht.
Trotz der wirtschaftlichen Not wurden in den beiden folgenden Jahrhunderten mehrere Änderungen und Ergänzungen an dem Palast vorgenommen, aber ohne den Bau der fehlenden Gebäudehälfte wiederaufzunehmen. In der zweiten Hälfte des 17. Jahrhunderts ließ der Herzog Ranuccio II. Farnese, der jedes Jahr seine Hofhaltung für ein oder zwei Monate in den Palast verlegte, eine Reihe von Verzierungen im Inneren des Palastes anbringen, zuerst das Appartamento dorato, das seine Gattin, Maria d’Este, bewohnte, das vom Maler Andrea Seghizzi aus Bologna mit Fresken versehen wurde. Später wurden Stuckverzierungen in den Wohnräumen des Herzogs im Erdgeschoss des Gebäudes ausgeführt. In die Stuckrahmen in diesen Wohnräumen wurden die Gemälde der Herrlichkeit Alessandro Farneses eingefügt, die der Maler Giovanni Evangelista Draghi schuf. Ein weiterer Zyklus, der dem Papst Paul III. gewidmet war, wurde dagegen an Sebastiano Ricci vergeben.

### Niedergang
1731 starb mit dem Tod des letzten Herzogs Antonio Farnese die männliche Linie der Herrscherfamilie aus: Die Nachfolgerechte auf den Thron des Herzogtums fielen an König Karl III., den Sohn von Philipp V. von Spanien und Elisabetta Farnese, die wiederum die Tochter von Odoardo II. Farnese, dem Bruder von Antonio Farnese, war. Nach dem Polnischen Thronfolgekrieg 1734 bestieg Karl III. den Thron des Königreichs beider Sizilien: Bei seinem Umzug nach Neapel nahm der Herzog von der Residenzen der Familie Farnese im Herzogtum verschiedene Materialien mit, darunter Gemälde, Skulpturen, Bildwirkereien, Möbel und Polster, die nach Neapel geschafft wurden, zum großen Teil in den Königspalast von Capodimonte. Von allen Ausschmückungen im Inneren des Palastes blieben nur einige Stuckarbeiten und Fresken, die nicht transportiert werden konnten, in Piacenza.
Als 1748, nach dem Frieden von Aachen, der Herzogsthron mit Philipp, dem jüngeren Bruder von Karl III., an die Familie Bourbon fiel, kam ein kleiner Teil der Möbel in den Palast von Piacenza zurück, wobei allerdings der größte Teil der Materialien, die umgezogen worden waren, in Neapel verblieb. Während der Herrschaft der Bourbonen wurde der Palazzo Farnese weitgehend aufgegeben, da die herzogliche Familie sich entschied, umgebaute Wohnräume in der Zitadelle der Viscontis zu nutzen, wenn sie sich einmal in Piacenza aufhalten musste.
Während der napoleonischen Besatzung wurde der Palast von französischen Soldaten genutzt. 1803, wenige Monate nach dem Tod des Herzogs Ferdinand, wurde der Palast geplündert und alle Marmordekorationen, Stuckarbeiten, Türen und Vergoldungen nach Frankreich transportiert, ganz zu schweigen von den Elementen von geringerem Wert, wie Fliesen. 1813 wurde der Palast in ein Gefängnis umgebaut und später, mit der Rückkehr der Bourbonen nach der Restauration, wurde das Eigentum an dem Palast zwischen der Stadt Piacenza, die einen kleinen Teil als Kaserne nutzte, und der herzoglichen Regierung aufgeteilt, die 1822 ihren Teil an die Österreicher abgab und nur die Zitadelle der Viscontis behielt. Später, als der Palast am Ende des Zweiten Weltkrieges in Staatsbesitz kam, wurde er zu einem Zufluchtsort für die Vertriebenen nach den Bombardements.

### Wiederherstellung
1965 wurde die Gesellschaft für die Restaurierung und Nutzung des Palazzo Farnese gegründet, und zwar auf Initiative des Commendatore Carlo Graviani, dem damaligen Präsidenten der Tourismusgesellschaft der Provinz. Die neue Gesellschaft, zu deren Gründungsmitgliedern die Stadt Piacenza, die Provinz Piacenza und die Handelskammer gehörten, hatte von Anfang an den Zweck der Rettung des Palastes. Präsident der Gesellschaft war der Senator Alberto Spigaroli.
Zwischen 1972 und 1976 konnten dank dem Erhalt staatlicher Finanzierung die ersten Restaurierungsarbeiten am Palast eingeleitet werden, die aus der Erneuerung der Fassaden und des Verputzes aller oberirdischen Stockwerke, der Reinigung des Stucks und der Fresken, sowie der Wiederherstellung der Böden bestand. Außen wurden die Höfe und Mauern von Sträuchern befreit, die dort gewachsen waren, und restauriert. 1976 erhielt die Stadt Piacenza die Nutzungsrechte mit der Perspektive, dort das Stadtmuseum einzurichten. 1977 wurde im 2. Obergeschoss das Staatsarchiv der Provinz eröffnet.
1980 wurde unter der Leitung des Arsenals von Piacenza das Eingangstor aus dem 17. Jahrhundert restauriert. Ab 1983 wurde die Zitadelle der Viscontis umgebaut, ebenso wie die Rückseite des Hofes, wurden die Loggien und das Treppenhaus frisch gestrichen, wurde eine eiserne Zugangstreppe zum Staatsarchiv gebaut und die herzogliche Kapelle restauriert, sodass die für kulturelle Veranstaltungen genutzt werden kann. 1988 wurde die erste Sektion des Stadtmuseums für die Öffentlichkeit zugänglich gemacht, das im Palast eingerichtet worden war. Das ursprüngliche Layout des Museums wurde in den folgenden Jahren erweitert. Seit 2014 gehört der Palast über den städtischen Kulturföderalismus der Stadt Piacenza.

## Beschreibung

### Untergeschoss

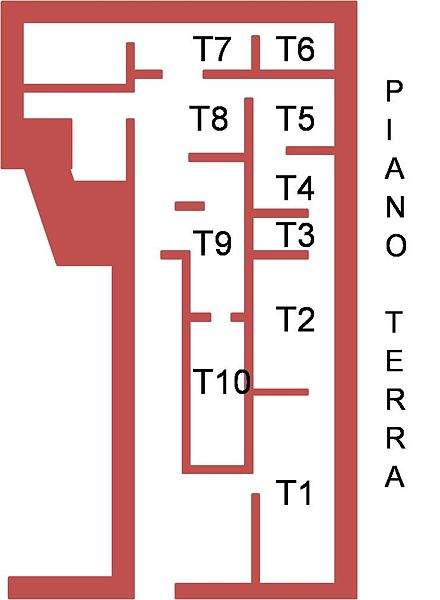

Das Untergeschoss war ursprünglich dazu bestimmt, die Wohnungen der Dienerschaft, die Küchen und die Lagerräume aufzunehmen, die für die Einlagerung von Gütern nötig waren, die unverzichtbar für das Leben im Palast waren, z. B. Lebensmittel, Holz usw.
Räume:
- T1: Speiseraum für die Dienerschaft
- T2: Große Küche des Palastes (für die Zubereitung offizieller Bankette)
- T3: Spül- und Lagerraum für Geschirr mit kleiner Küche (für inoffizielle Mahle)
- T4: Raum mit Brunnen und Durchreiche, um das Geschirr in die oberen Stockwerke zu bringen
- T5: Übergangsraum zwischen Küchen und Bädern
- T6: Badezimmer des Herzogs
- T7: Holzlege (zur Beheizung der Bäder)
- T8: Badezimmer der Herzogin und der Damen des Gefolges
- T9: Lager für Lebensmittel
- T10: Ausgangsatrium

### Zwischengeschoss
Dieser Teil des Gebäudes beherbergte die Wohnungen und Arbeitsräume des Gefolges des Herzogs.

### Hochparterre

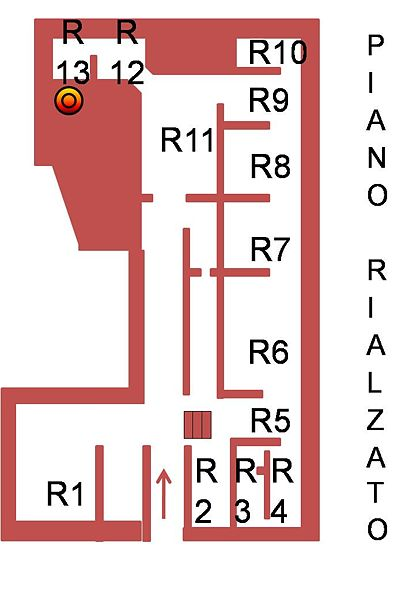

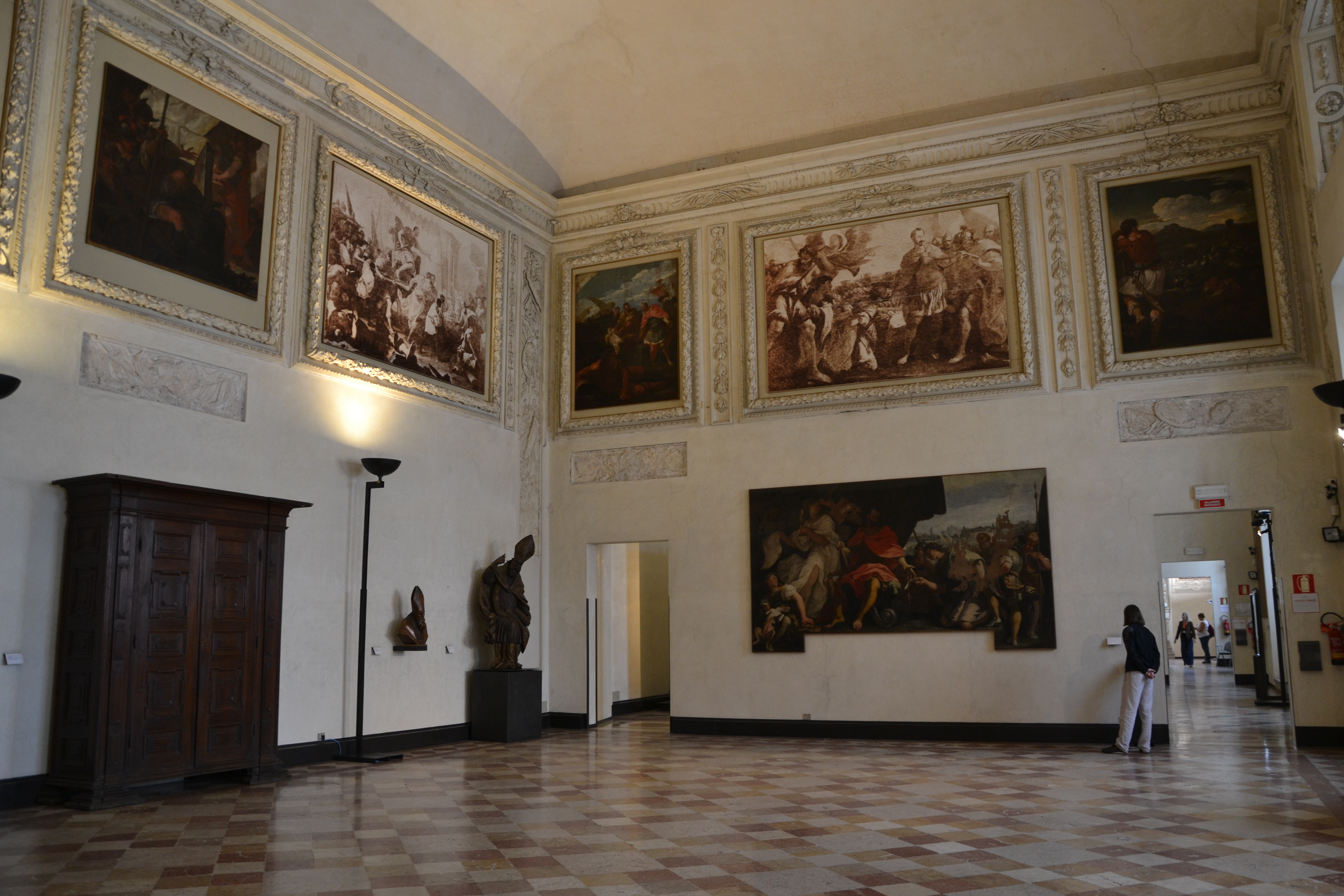
Zweites Vorzimmer mit den Schätzen des Herzogs Alessandro Farnese

Im Hochparterre waren ursprünglich die Repräsentationsräume und die Wohnräume des Herzogs untergebracht. Den Zugang zu diesem Geschoss vermittelt eine Treppe. Die Räume R2, R3, R4 und R5 bildeten das sogenannte Appartamento alla Cantonata (dt.: Wohnung an der Ecke), das seine Bezeichnung seiner Lage an der Gebäudeecke verdankt und bis 1676 den Herzögen vorbehalten war; dann wurde das Appartamento stuccato (dt.: Stuckverzierte Wohnung), bestehend aus den Räumen R7, R8, R9 und R10, geschaffen, das eher in Einklang mit der Pracht des Hauses Farnese stand. Von da an wurde im Appartamento alla Cantonata der Auditor des Hofes untergebracht, ein Beamter, der die an den Herzog gerichteten Eingaben anhörte und sie in eine Liste übertrug, um sie dann seiner Hoheit vorzutragen. Außerdem dienten diese Räumlichkeiten als Vorzimmer für den Audienzsaal.
Räume:
- R1: Raum der Wachen oder Hellebardiere
- R2: Raum namens „Audienzsaal“, Sitz des Auditors
- R3: Büro des Auditors
- R4: Kleiner Flur. Man kann dort noch eine kleine Treppe sehen, die zur herzoglichen Garderobe im Obergeschoss führte, als Zeugnis für die ursprüngliche Nutzung dieser Räumlichkeiten als herzogliche Wohnung.
- R5: Zweiter Flur, dessen ursprüngliche Funktion nicht bekannt ist. Er liegt unter der Ehrentreppe.
- R6: Erstes Vorzimmer: Dies ist der größte Raum in diesem Geschoss und diente als „Warteraum“ für die Höflinge, die eine Audienz wünschten. Dort fanden auch offizielle Besuche statt und es fungierte auch als Festsaal. An der Gewölbedecke des Raumes findet sich ein Fresko aus dem 18. Jahrhundert, auf dem der „Triumpf der Nächstenliebe und des Glaubens“ dargestellt ist.
- R7: Zweites Vorzimmer: Notwendiger Durchgangsraum für alle, die in der Anwesenheit des Herzogs zugelassen werden wollten. Dies war einer der Räume, die zum Appartamento stuccato gehörten, einer Wohnung, die auf Geheiß von Ranuccio II. im letzten Viertel des 17. Jahrhunderts mit wertvollen Stuckarbeiten versehen wurde. In diesem Raum begann der Zyklus der Schätze der Farneses, einer Reihe von Gemälden, die die wichtigsten Familienmitglieder der Dynastie zeigt: Die Schätze des Herzogs Alessandro Farnese befinden sich hier.
- R8: Thronsaal, der Ort, an dem die Herzöge Persönlichkeiten empfingen und Audienzen abhielten.
- R9: Privates Vorzimmer: Flur der zum Alkoven und zum Quadrone führte.
- R10: Alkoven: Dieser Raum diente als Schlafzimmer des Herzogs, bestehend aus der eigentlichen Schlafkammer und einem Studio. Es handelt sich um den verschwenderischsten Ort des gesamten Palastes, auch wegen seiner Funktion  als Audienzzimmer für die intimsten Höflinge. In diesem Raum sind die Schätze ausgestellt, die Papst Paul III. gewidmet waren.
- R11: Quadrone, wegen seiner quadratischen Form so genannt. Er diente als Speisesaal des Herzogs für inoffizielle Mahle.
- R12 und R13: Kleine Küchen und Aufenthaltsräume für die Dienerschaft der Herzogin, deren Wohnungen im Untergeschoss untergebracht waren.

### Erstes Obergeschoss

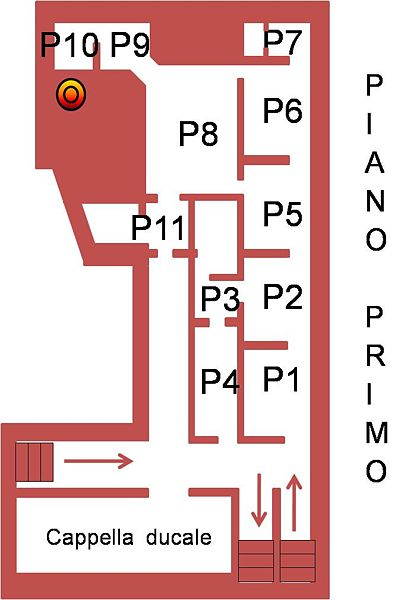

Dort war die Wohnung der Herzogin und einige Räumlichkeiten untergebracht, die als „Versammlungsräume der Familie“ dienten. Dorthin gelangt man über die Ehrentreppe.
Räume:
- P1: Erstes Vorzimmer, das auch als Festsaal diente.
- P2: Zweites Vorzimmer, auch Zimmer der Kavaliere genannt. Auf der linken Seite liegen die Zimmer, in denen die adligen Damen untergebracht waren, die der Herzogin dienten. An der Gewölbedecke gibt es ein Fresko, auf dem der „Wagen der Morgenröte“ abgebildet ist. Seconda anticamera, conosciuta anche come camera dei cavalieri.
- P3 und P4: Räume, die für die Auditoren der Herzogin reserviert waren.
- P5: Audienzsaal der Herzogin.
- P6: Vorzimmer des Alkoven, verziert mit Brokat. Mit diesem Raum beginnen die Schätze von Elisabetta Farnese.
- P7: Alkoven der Herzogin.
- P8: Quadrone: Raum der normalerweise als Flur diente. Gelegentlich fanden hier informelle Abendessen der herzoglichen Familie statt.
- P9 und P10: Räume zur Verfügung der adligen Damen, die der Herzogin dienten. Dorthin gelangt man über die Treppe. Neben den Treppen gibt es dort den zentralen Brunnen, aus dem das Wasser für den gesamten Palast kam.

#### Herzogliche Kapelle
Sie liegt auf der Südseite des ersten Obergeschosses, ist von der Wohnung des Herzogs abgetrennt und hat einen zentrierten Aula-Grundriss. Ihr Aufbau lässt sich auf das Schema der Palastkapellen aus der Renaissance zurückführen, von dem sie sich aber durch ihren nicht längs ausgerichteten Aufbau unterscheidet. Wegen ihrer großen Ausmaße wurde die Kapelle außer als Kirche während liturgischer Zeremonien in Anwesenheit des Herzogs in Analogie mit den Kapellen in den Palästen der wichtigsten, italienischen Dynastien, wie den Estes, den Gonzagas und den Sforzas, auch für musikalische Aufführungen genutzt. Die Kapelle hat einen quadratischen Grundriss mit 14 Meter Seitenlänge, an die vier Apsiden angeschlossen sind, die dem Grundriss einen achteckigen Aufbau verleihen. Dorthin gelangt durch zwei Eingänge, einer in der Galerie, versehen mit einem Portal, das mit einem Wappen der Familie Farnese verziert und aus Stein gefertigt ist, und der andere im großen Saal über dem Eingang zum Palast. Im Chor gibt es zwei Balkone aus Stein, verziert mit den Wappen des Herzogs Ranuccio I. und des Kardinals Odoardo.
Die Kapelle ist mit Pilastern, einer ersten Reihe von Bögen, einem Stuckfries, einer zweiten Reihe von Bögen, versehen mit Fenstern, und schließlich einem Gesims dekoriert, über dem sich die Kuppel erhebt. Auf den Schlusssteinen der Bögen sind Schwertlilien auf blauem Grund abgebildet. Auf dem Fries gibt für das Haus Farnese typische, heraldische Elemente, wie Einhörner, Seesterne und Delfine. Darunter ist eine Reihe von Meeresschildkröten abgebildet, das Symbol des Fleißes.

### Zitadelle der Viscontis
Da der Palast nicht fertiggestellt wurde, wurde der westliche Teil der Zitadelle nicht abgerissen. Von ihr blieben zwei Ecktürme im Nordwesten und Südwesten übrig, sowie der Eingangsbergfried, dessen Zugbrücken durch Zugänge aus Mauerwerk ersetzt wurden, und der Vorbau mit der Funktion eines zweiten Bergfrieds an der Westfassade, wogegen man von dem analogen Baukörper an der Nordfassade nur einige Reste sichtbar sind, die bei den Restaurierungen im 20. Jahrhundert auftauchten. Während dieser Restaurierungen wurde auch der Burggraben wiederhergestellt, der ursprünglich die Zitadelle umgab und später eingeebnet wurde. Zwei unterirdische Gänge, die 1968 bei Grabungen entdeckt wurden, ermöglichten vermutlich den Zugang zur „Cittadella vegia“ und zur Kirche San Sisto. Der Baukörper auf der linken Seite des Innenhofes ist mit Vorhallen und Loggien versehen, die höchstwahrscheinlich im Laufe des 15. Jahrhunderts angebaut wurden.

## Stadtmuseum
Das Stadtmuseum von Piacenza, das im Palast untergebracht ist, ist in neun Sammlungen aufgeteilt und erstreckt sich über verschiedene Stockwerke und Räume des Palastes; die Sammlungen sind verschiedenen Themen gewidmet: Mittelalterliche Fresken, Archäologie, Waffen, Kutschen, Schätze der Farneses, Risorgimento, Pinakothek, Skulpturen, sowie Gläser und Keramiken.
Das Stadtmuseum im Palazzo Farnese war eines der ersten fünf Museen in Europa, in denen die Technologie iBeacon für Besuche angewendet wurde. Über diese Technologie kann der Besucher, der eine entsprechende App auf seinem Smartphone hat, Informationen, wie Textbeschreibungen oder Multimedia-Inhalte, über das Kunstwerk erhalten, dem er am Nächsten steht, ohne manuell mit dem Telefon interagieren zu müssen; er kann also sein eigenes Smartphone als Audioguide nutzen.

### Mittelalterliche Fresken
Die Ausstellung der Fresken, die im Hochparterre untergebracht ist, zeigt eine Reihe von Fresken aus Kirchen in Piacenza, darunter aus der Katharinenkapelle und der Apsis der entweihten Stadtkirche San Lorenzo, dem ehemaligen Refektorium von Santa Chiara, das ebenfalls in Piacenza liegt, und der Kapelle des verschwundenen Castello di Pontenure in der gleichnamigen Stadt. Zu den Werken von größtem Interesse gehört der Zyklus der Katharina aus der gleichnamigen Kapelle der Kirche San Lorenzo. Die Fresken, die 1958 nach einem Einsturz in dem entweihten, religiösen Gebäude entdeckt worden waren und ab 1960 abgelöst wurden, stammen aus den letzten Jahren des 14. Jahrhunderts und wurden von einem unbekannten Künstler der lombardischen Schule namens Maestro di Santa Caterina, einem Mitglied des Kreises von Giovannino de’ Grassi, geschaffen. Aus derselben Kirche stammt die Incoronazione della Vergine e Trinità (dt.: Krönung der Jungfrau und Dreieinigkeit), die Bartolomeo und Jacobino da Reggio zugeschrieben wird. Denselben Künstlern wird auch die Celebrazione della Messa (dt.: Messfeier) von der nur ein Teil erhalten ist und die ursprünglich vor der „Krönung“ angebracht war.

### Archäologie
Die archäologische Abteilung, die in der Zitadelle der Viscontis zu finden ist, ist ihrerseits in zwei Unterabteilungen gegliedert, die der Ur- und Frühgeschichte, bzw. der römischen Zeit, gewidmet sind. Die erste Unterabteilung enthält eine Reihe von Fundstücken, deren älteste aus der Altsteinzeit stammen, gefolgt von Objekten aus Feuerstein der Mittelsteinzeit und aus Jaspis, die man in der Gegend des Monte Lama fand. In den Räumen, die der Jungsteinzeit gewidmet sind, sind Fundstücke aus der Gegend des Casa Gazza in Travo und aus Le Mose, einem Ortsteil der Stadt Piacenza, zusammengestellt, die auch Reste bewohnter Siedlungen und Gräber enthalten. Zur Bronzezeit gehören einige Dolche, die man im Castel San Giovanni fand und die Reste der Pfahlbauten und Objekte der Terramare-Kultur aus verschiedenen Teilen der Provinz Piacenza.
Die Unterabteilung, die der römischen Zeit gewidmet ist, 2019 renoviert wurde und im Mai 2021 eingeweiht wurde, erstreckt sich über 15 Säle im Untergeschoss der Zitadelle der Viscontis und enthält auch die Bronzeleber von Piacenza, die bei religiösen Zeremonien verwendet wurde und aus der Zeit zwischen dem 2. und dem 1. Jahrhundert v. Chr. stammt. Sie wurde 1877 auf dem Gebiet der Gemeinde Gossolengo gefunden. Ebenfalls findet man in dieser Unterabteilung eine drapierte Skulptur, die dem Athener Kleomenes zugeschrieben wird, ein hölzernes Totenbett, das bei den Bauarbeiten am Krankenhaus von Piacenza gefunden wurde, einige Steinziegel aus dem nördlichen Teil der Stadt, sowie verschiedene Mosaike und gemeinsame Gegenstände. Darüber hinaus gibt es im letzten Saal Fundstücke aus nachkaiserlicher Zeit, die aus der Zeit der Herrschaft der Langobarden stammen.

### Waffen
Die Abteilung, die den Waffen gewidmet und in einem Raum im Hochparterre untergebracht ist, besteht aus einer Sammlung von etwa 400 Stücken, die im frühen 19. Jahrhundert von dem Adligen Antonio Parma aus Piacenza angelegt wurde; sie besteht hauptsächlich aus Geräten aus dem 16. Jahrhundert. 1849 überließ Parma dem Istituto Gazzola; später wurde sie dank weiterer Schenkungen und Legate erweitert, bevor sie im Stadtmuseum im Palazzo Farnese der Öffentlichkeit zugänglich gemacht wurde. Zu dieser Sammlung gehört auch eine Rüstung, die vom Waffenmeister Pompeo della Casa aus Mailand mit Gravierungen und Vergoldungen verziert wurde. Della Casa hatte in seiner Karriere auch verschiedene Rüstungen für die Herzöge Farnese gefertigt. Das ausgestellte Exemplar dagegen gehörte der Familie Dal Verme, von der es Parma beim Zusammentragen seiner Sammlung gekauft hatte.

### Kutschen
Die Kutschenabteilung geht auf eine Schenkung von Silvestro Brondelli aus dem Jahre 1948 zugunsten der Stadt Piacenza zurück. Brondelli schenkte in Einklang mit dem Testament seines Onkels, des Grafen Dionigi Barattieri di San Pietro, die Sammlung von 30 Kutschen, die von diesem zusammengestellt worden war. Die Sammlung, die um zahlreiche weitere Exemplare aus Legaten, Hinterlassenschaften und Käufen bereichert worden war, wurde 1990 teilweise der Öffentlichkeit zugänglich gemacht und 1998 offiziell eröffnet. Sie deckt ein Intervall von den ersten Jahren des 18. Jahrhunderts bis kurz vor Verbreitung des Verbrennungsmotors ab. Unter den ausgestellten Kutschen finden sich ein Leichenwagen, einige Wagen von Sacre, ein von der Feuerwehr benutzter Wagen, ein Leiterwagen, einige Kinderwagen, Wägelchen für Neugeborene, ein sizilianischer Wagen und ein Schlitten.

### Museum des Risorgimento
Die Sammlungen des Museums des Risorgimento stehen hauptsächlich mit den Aufständen von 1848, dem ersten italienischen Unabhängigkeitskrieg 1848/1849 und dem zweiten italienischen Unabhängigkeitskrieg 1859, sowie mit Objekten der Freiwilligen Garibaldis in der Gegend in Verbindung: Sie stammen daher hauptsächlich aus den Jahren 1848–1849 und 1859–1860. Darüber hinaus gibt es dort Ausstellungsstücke aus der Zeit vor dem genannten Zeitraum seit dem Zuzug der Herzogin Marie-Louise von Österreich im Jahre 1816. Zu den Sammlungen gehören auch verschiedene Militaria, Gemälde, Waffen, Dokumente, Zeitungen und Manifeste. Besondere Bedeutung wird den Fundstücken aus Piacenza und den umliegenden Gebieten zugemessen. Eine Unterabteilung ist der Figur des Giuseppe Manfredi aus Piacenza gewidmet, einem Patrioten und späteren italienischen Senatspräsidenten von 1908 bis 1918.

### Pinakothek

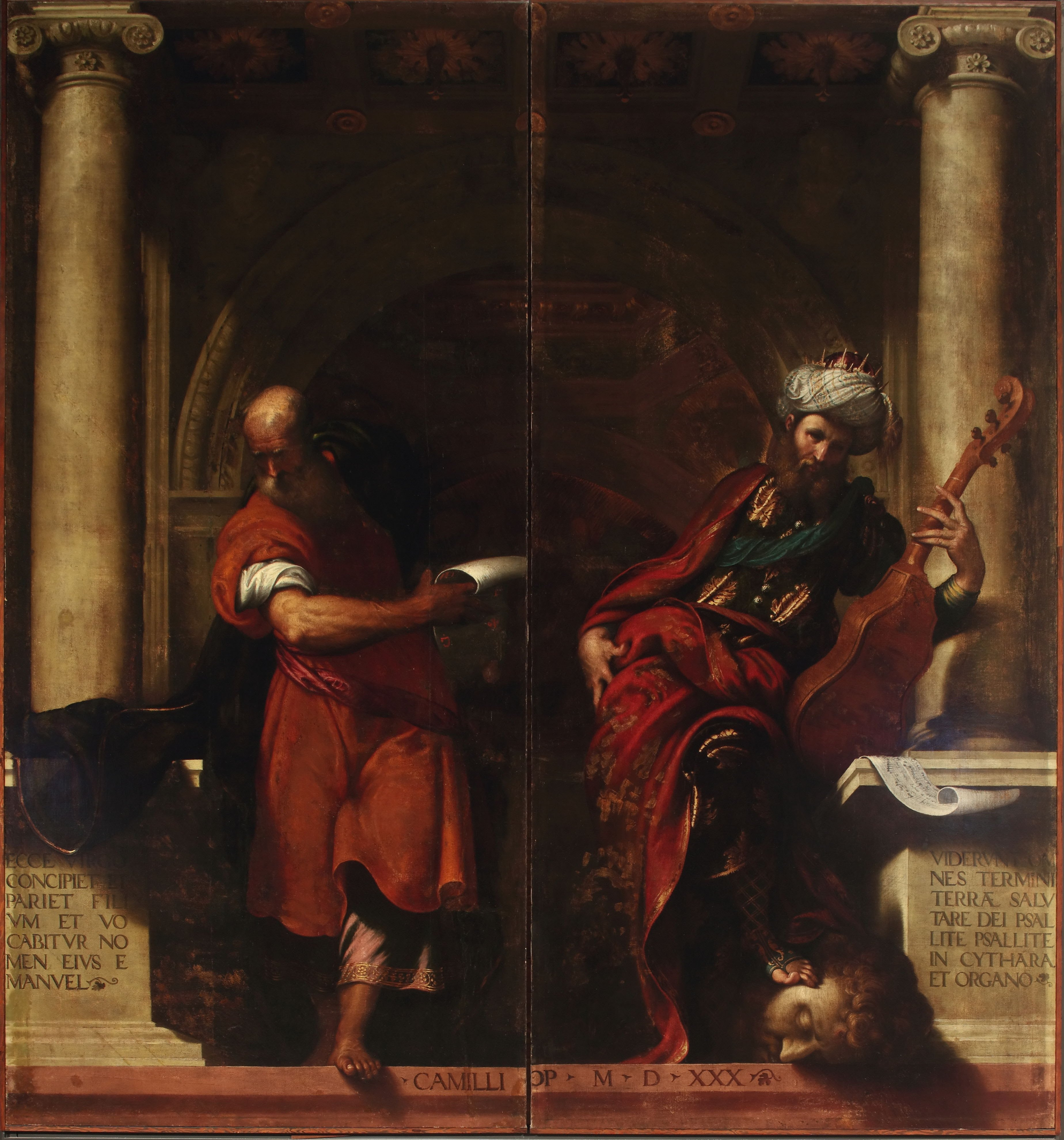
Der Prophet Jesaja und König David von Camillo Boccaccino

Die Pinakothek enthält Werke aus der Zeit zwischen dem 14. und dem 19. Jahrhundert aus Kirchen der Provinz Piacenza, aus Legaten und Schenkungen oder Stücke, die ursprünglich Teil der Schätze der Farneses waren. Zu den Werken zählen ein Tondo, auf dem die „Madonna, die das Kind anbetet, mit dem kleinen Heiligen Johannes“, ein Werk von Sandro Botticelli, das ursprünglich im Castello di Bardi aufbewahrt wurde und der Stadt Piacenza geschenkt wurde, nachdem das Fort in das Eigentum des Staates überging, „Der Prophet Jesaia und der König David“, ein Werk von Camillo Boccaccino aus Cremona, das sich auf einem Paar Orgeltüren befindet, die aus der Basilika Santa Maria di Campagna stammen, eine „Anbetung der Heiligen Drei Könige“ von Simone dei Crocifissi, die zusammen mit drei Skulpturen und 16 weiteren Gemälden Teil der Sammlung Rizzi-Vaccari war, die das Museum 2006 geschenkt bekam.
Weitere Gemälde in der Pinakothek sind „Die Reinigung“ von Carlo Francesco Nuvolone, das 1645 im Auftrag des Zusammenschlusses der Kaufleute von Piacenza für die Kirche San Vincenzo geschaffen wurde, ein „Josua stoppt die Sonne“, gemalt im 18. Jahrhundert von Ilario Spolverini, ein „Odysseus widersteht den Gesängen der Zirze dank der Hilfe des Merkur“, geschaffen von Gaetano Gandolfi und das „Porträt des Grafen Giacomo Rota mit seinem Hund“ von Gaspare Landi aus Piacenza.

### Skulpturen
Die Sammlung skulpturaler Werke, die sich im Appartamento della Cantonata befindet, enthält Werke, die der Schule von Piacenza zugeschrieben werden, die aus einer Mischung typischer Elemente der Arbeiten von Niccolò und Wiligelmo entstand, die beide während des Baus des Domes in der Stadt arbeiteten. Neben den Skulpturen gibt es dort auch noch verschiedene Epigraphen aus dem 13.–14. Jahrhundert. Unter diesen Werken finden sich eine „Madonna mit Kind“ aus dem 13. Jahrhundert aus der Kirche Santa Maria de Bigulis, die später für den Bau des Palazzo Comunale abgerissen wurde, die Platte von Benvegnu aus dem Castello di Montechiaro, auf der ein Text in Vulgärsprache eingemeißelt ist, die die Gäste der Burg willkommen heißt und unter dem verschiedene Personen abgebildet sind, vermutlich die Bewohner der Burg, wie sie einige Gäste willkommen heißen. Von der Kirche San Matteo in Piacenza stammt ein Architrav aus Sandstein, auf dem die „Anbetung des goldenen Kalbes“, ein Werk von einem unbekannten Künstler der Schule von Piacenza, abgebildet ist.

### Gläser und Keramiken
Die Sammlung von Gläsern, die aus einer Schenkung des Richters Pietro Agnelli aus Piacenza stammt, setzt sich aus diversen Stücken zusammen, die einen zeitlichen Bogen von 16. bis zum 18. Jahrhundert der Glasproduktion von Murano schlagen. Die Reihe von Keramiken setzt sich aus einer Reihe von Objekten aus Majolika und Porzellan Italiens zusammen: Es gibt dort Objekte aus den Diensten des Kardinals Alessandro Farnese, eine Reihe von Objekten, die bei Ausgrabungen in der Provinz gefunden wurden, zum großen Teil aus lokaler Produktion, und schließlich die Schenkung von Besner-Decc, die sich aus einigen Elementen ausländischer Herstellung zusammensetzt, darunter auch aus Deutschland, Österreich und China.

### Die Schätze der Farneses

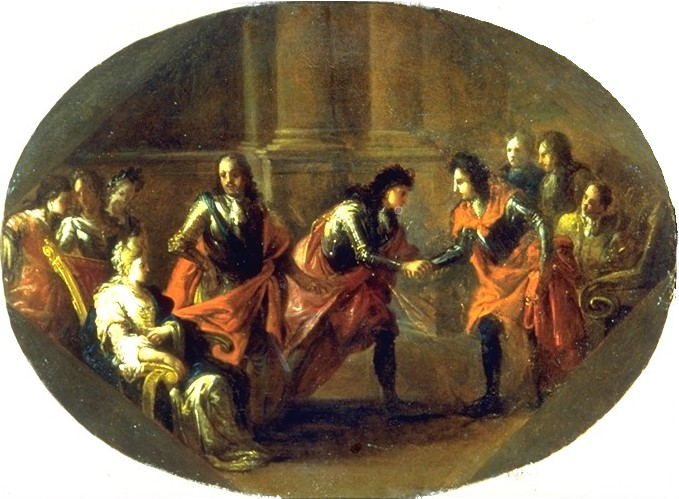
Besuch Ilario Spolverinis am Hofe von Elisabetta Farnese

Die Schätze der Farneses sind eine Reihe von Bilderzyklen, auf denen die wichtigsten Episoden der Familiengeschichte der Farneses abgebildet sind, geschaffen, um die Macht der Familie zu feiern.
Diese Schätze kann man in zwei Hauptzyklen aufteilen: Der erste, der in den letzten Jahren des 17. Jahrhunderts auf Betreiben des Herzogs Ranuccio II. entstand, war dazu gedacht, die Räume des Appartamento stuccato zu zieren; dieser Zyklus teilt sich in die Schätze Papst Paul III., die vollständig von Sebastiano Ricci geschaffen wurden, und in die Schätze von Alessandro Farnese, die größtenteils von Giovanni Evangelista Draghi gefertigt wurden. Der zweite Zyklus entstand ab 1714 durch Ilario Spolverini und hatte die Figur von Elisabetta Farnese, der Gattin des spanischen Königs Philipp V. und letzter Nachkomme der Adelsfamilie, zum Thema.
Die Gemälde beider Zyklen wurden nach der Besteigung des Throns des Königreiches beider Sizilien durch Karl von Bourbon 1734 nach Neapel verbracht. Ein Teil davon, den 1928 die Stadt Piacenza zurückerhielt, ist im Palazzo Farnese ausgestellt, während einige Gemälde in Neapel im Palast von Caserta und im Rathaus von Parma erhalten sind.

#### Schätze von Paul III.

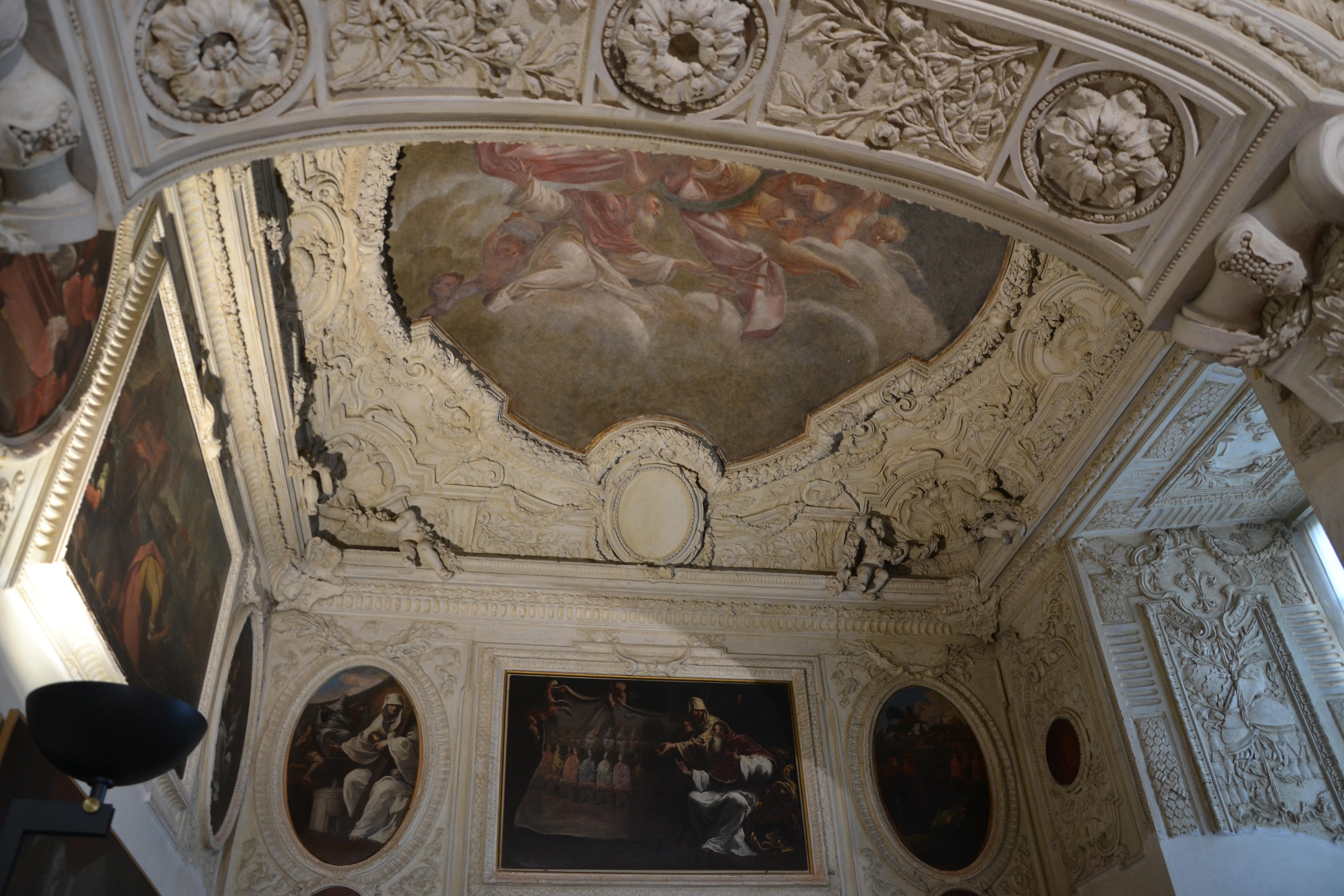
Fasti Paolo III von Sebastiano Ricci im Alkoven des Herzogs

Im Auftrag von Ranuccio II. rühmen diese die Figur Papst Paul III., der 1545 das Herzogtum Parma und Piacenza gründete und seinen Sohn Pierluigi auf den Thron setzte. Diese Schätze, die zwischen 1685 und  1687 gemalt wurden, zeigen einige Gemälde des Gründungsaktes des Herzogtums und darüber hinaus die spirituellen Handlungen des Papstes, insbesondere bei der Einberufung des Konzils von Trient. Der Zyklus, der vollständig von Sebastiano Ricci geschaffen wurde, bestand aus 19 Gemälden, darunter „Ernennung von Pierluigi Farnese zum Herzog von Parma und Piacenza“, „Bestätigung des Baus der Burg von Piacenza“, „Paul III. versöhnt Karl V. und Franz I.“, „Paul III., inspiriert vom Glauben, ruft das Konzil von Trient ein“, „Paul III. bestätigt den Orden der Jesuiten“. Von den Gemälden, die den Zyklus bildeten, sind 15 im Original im Palazzo Farnese vorhanden.

#### Schätze von Alessandro
Beauftragt zusammen mit den Schätzen von Paul III. ist dieser Zyklus der Person von Alessandro Farnese, dem dritten Herzog von Parma und Piacenza und Kommandant der Armee der Flandern, der spanischen Truppen im Achtzigjährigen Krieg, gewidmet. Dieser Zyklus wurde von Sebastiano Ricci, dem Künstler des vorhergehenden Zyklus, begonnen, aber der größte Teil der Werke wurde von Giovanni Evangelista Draghi geschaffen. Zu den Werken des Zyklus, der insgesamt aus 23 Gemälden besteht, stechen besonders hervor: „Die Zwietracht entzündet die Stimmung“ von Riccis, „Alessandro beteiligt sich an der Zerstörung der Unbesiegbaren Armee“, „Alessandro erhält den päpstlichen Vorrat“ und „Alessandro erhält die Nominierung zum Kommandanten der spanischen Armee“, alle drei von Draghi.

#### Schätze von Elisabetta
Dieser Zyklus wurde von Herzog Francesco Farnese beauftragt, um Elisabetta Farnese, den letzten Nachkommen der Familie zu ehren, die 1714 den König von Spanien, Philipp V., heiratete. Der Zyklus besteht aus sieben Gemälden, alle von Ilario Spolverini, darunter „Der Einzug des Kardinals Gozzadini nach Parma“ und „Der Abschied von Königin Elisabetta vom Hofe von Parma“. Die Gemälde des Zyklus wurden zwischen dem Stadtmuseum im Palazzo Farnese, dem Palast von Caserta und dem Rathaus von Parma aufgeteilt.